# Tim Unroe
 (juillet 2014).
Timothy Brian Unroe (né le 7 octobre 1970, à Round Lake Beach (Illinois)) était un joueur de premier but américain de ligue majeure de baseball. Il est élève de l'université de Lewis.
Débutant dans les Brewers de Milwaukee pendant la 28e édition du championnat de la ligue majeure de baseball de 1992, Unroe fait ses débuts le 30 mai 1995. En 2001, il a joué au Japon pour les Chunichi Dragons. Il vit actuellement à Mesa, Arizona.